# 아트로미토스 FC

아트로미토스 FC(그리스어: Π.Α.Ε. Α.Π.Σ. Ατρόμητος Αθηνών)는 그리스의 수도 아테네를 연고로 하는 축구 클럽이다. 이 팀은 1923년에 창단 되었으며 현재 수페르리가 엘라다에 참가하고 있다.

## 성적
- 그리스 컵: 준우승 2회 (2011, 2012)
- 그리스 풋볼 리그: 우승 2회 (1979–80, 2008–09)

## 선수 명단

### 현역
참고: FIFA 자격 규정에 따라 소속된 국가대표팀 국기를 표시합니다. 선수는 복수의 FIFA 비회원국 국적을 가지고 있을 수 있습니다.
| 번호 | 포지션 | 국적   | 이름        |
| ---- | ------ | ------ | ----------- |
| 7    | MF     | 이집트 | 암르 와르다 |

| 번호 | 포지션 | 국적 | 이름 |
| ---- | ------ | ---- | ---- |

## 역대 감독
| 감독                     | 임기      |
| ------------------------ | --------- |
| 블라디미르 페트로비치    | 1999~2000 |
| 니코스 아나스토풀로스    | 2012~2013 |
| 히카르두 사 핀투         | 2014~2015 |
| 트라이아노스 델라스      | 2015~2016 |
| 히카르두 사 핀투         | 2017      |
| 크리스 콜먼              | 2022~2023 |
| 파블로 가브리엘 가르시아 | 2024~     |

틀:아트로미토스 FC 선수 명단